# John Laurens

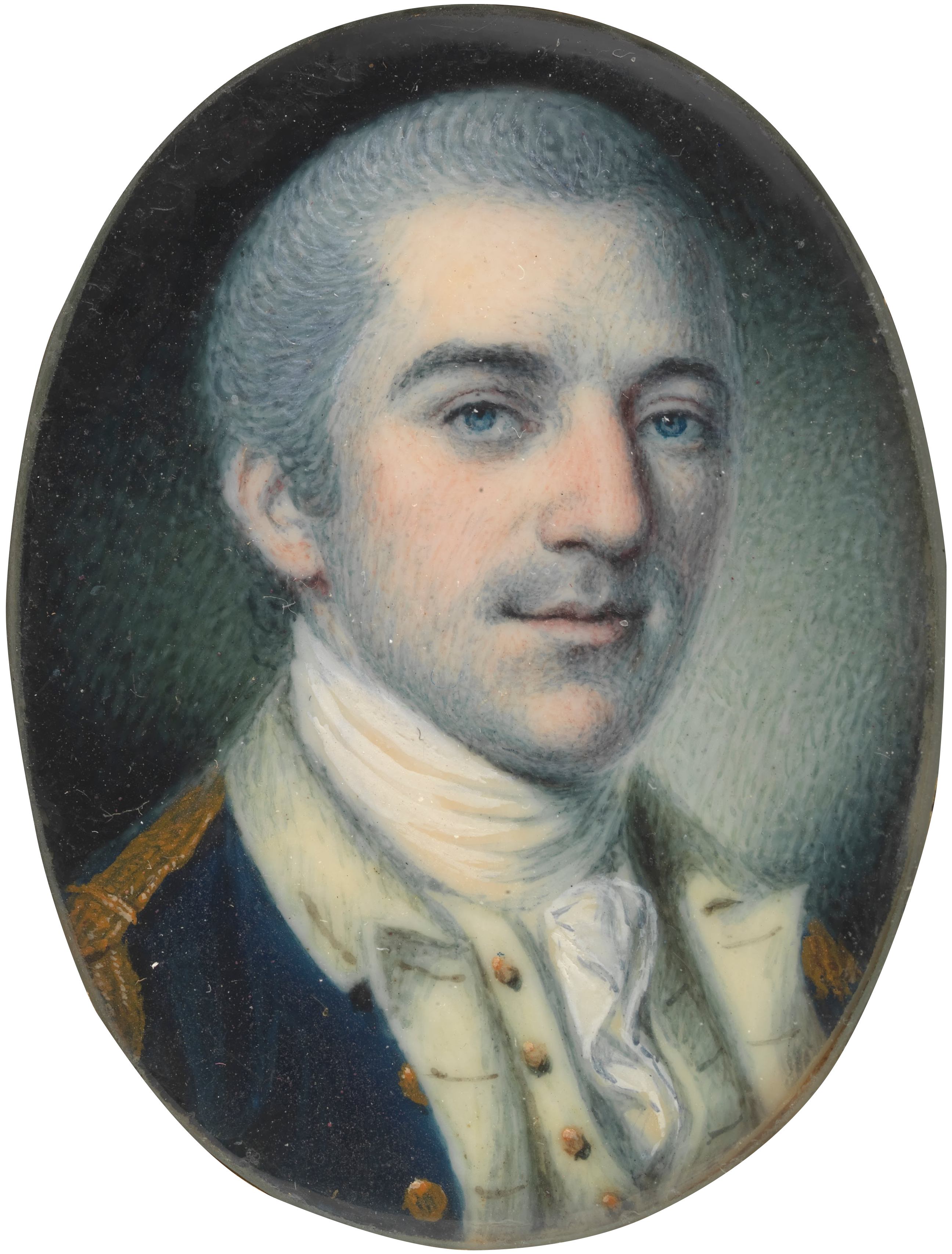
John Laurens um 1780: Porträt von Charles Willson Peale

John Laurens (* 28. Oktober 1754 in Charleston, Provinz South Carolina; † 27. August 1782 bei Beaufort, South Carolina) war ein amerikanischer Soldat aus South Carolina, der im Unabhängigkeitskrieg kämpfte. Er ist vor allem bekannt für seine Kritik an der Sklaverei sowie seine Bemühungen, Sklaven zu rekrutieren und diese für ihre Freiheit als US-Soldaten kämpfen zu lassen. Er war im Amerikanischen Unabhängigkeitskrieg Adjutant des Oberbefehlshabers der Kontinentalarmee George Washington.

## Leben
John Laurens wurde als Sohn von Henry Laurens und Eleanor Ball in Charleston geboren. Im Jahr 1779 erhielt er die Zustimmung des Kontinentalkongresses, eine Brigade von 3.000 Sklaven zu rekrutieren und den Angehörigen der Brigade die Freiheit zu versprechen. Im August 1782 fiel er in der Schlacht vom Combahee River.
Nach ihm ist Laurens County in Georgia benannt.
Laurens hatte regen Briefkontakt mit Alexander Hamilton. Aus den Briefen geht hervor, dass die beiden ein sehr enges Verhältnis hatten, viele meinen, ein romantisches Verhältnis. Dies ist allerdings nicht bestätigt.

## Militärische Laufbahn
John Laurens war entschlossen der Kontinentalarmee beizutreten um für sein Land zu kämpfen. Er verließ London und erreichte im April 1777 Charleston. 
Sein Vater Henry Laurens war zunächst gegen den Beitritt seines Sohnes, jedoch nutzte er seinen Einfluss um ihm eine Ehrenstellung zu verschaffen.
Im August 1777 bot General George Washington John Laurens eine Stelle als freiwilliger aide-de-camp an. In dieser Zeit freundete er sich mit zwei weiteren aides-de-camp an, Alexander Hamilton und Marquis de Lafayette. Schnell wurde er für seinen leichtsinnigen Mut bekannt. 
Am 4. Oktober 1777 wurde er bei der Schlacht von Germantown verwundet. Zwei Tage nach der Schlacht wurde er offiziell zum Adjutanten im Rang eines Oberstleutnants ernannt. 
George Washington und mehrere seiner Adjutanten, unter anderem auch Laurens, hielten sich zwischen dem 2. November und 11. Dezember 1777 im Emlen House in Camp Hill auf, welches ihnen während des Kampfes von White Marsh als Hauptquartier diente. 
Am 23. Dezember 1778 forderte Laurens Charles Lee zu einem Duell heraus, nachdem dieser sich negativ gegen General Washington geäußert hatte. Lee wurde durch Laurens ersten Schuss verwundet und das Duell wurde daraufhin von den jeweiligen Sekundanten, Alexander Hamilton und Evan Edwards, für beendet erklärt.
Laurens wurde im Mai 1780 von den britischen Truppen gefangen genommen und nach Philadelphia gebracht. Dort wurde er, unter der Bedingung Pennsylvania nicht zu verlassen, wieder freigelassen.